# District Alba

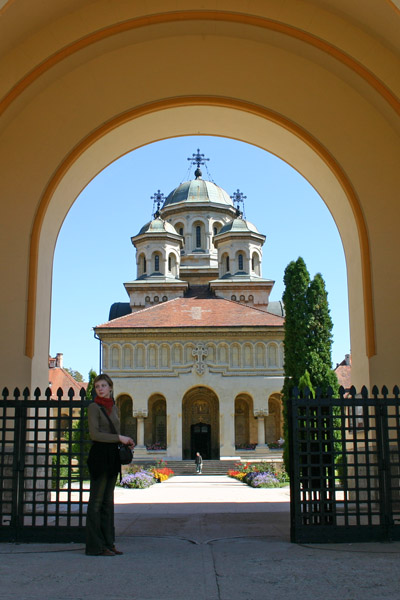
Orthodoxe kathedraal in Alba Iulia

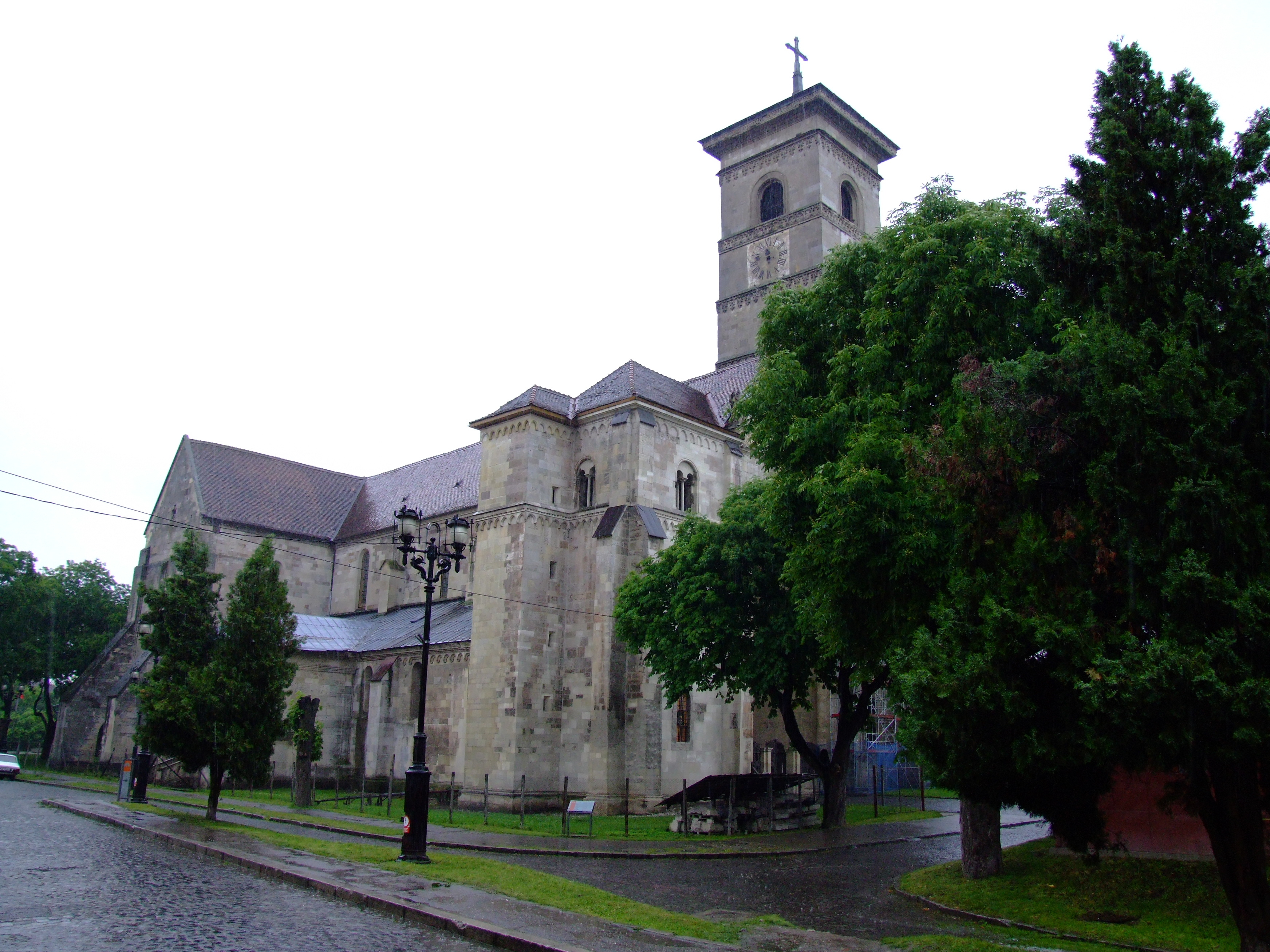
De Rooms Katholieke Kathedraal van Alba Iulia

Alba is een Roemeens district (județ) in de historische regio Transsylvanië, met als hoofdstad Alba Iulia (72.405 inwoners). De gangbare afkorting voor het district is AB.
Een van de voorlopers van het district Alba was het historische district Alba.

## Bevolking

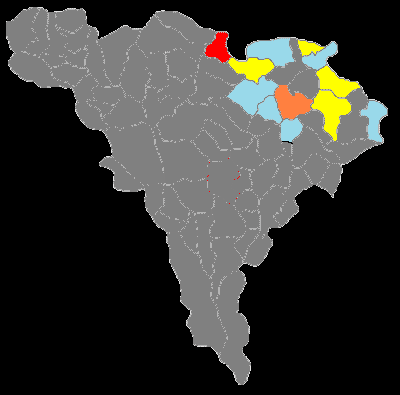
De Hongaren in het District Alba tijdens de volkstelling van 2011. Rood = Aandeel Hongaren boven 80%, Oranje = Hongaarse meerderheid tussen 50 en 79%, Geel = Hongaarse minderheid boven 20%, Blauw = Hongaarse minderheid tussen 10 - 20%, Grijs = Hongaarse minderheid onder de 10%.

In het jaar 2002 had Alba 382.747 inwoners en een bevolkingsdichtheid van 61 inwoners per km². Tijdens de volkstelling van 2011 was de bevolking 327.224.
De samenstelling was als volgt:
- Roemenen - 89,9%
- Roma - 4,7%

### Hongaarse minderheid
De Hongaarse minderheid bedraagt 5,40%. De meeste van de circa 15.000 Hongaren wonen in het noordoostelijke deel van het district. Hier bevinden zich ook dorpen met een Hongaarse meerderheid. De stad Aiud (Hongaars: Nagyenyed) is historisch gezien het culturele centrum van de Hongaarse gemeenschap in het noorden, er wonen hier 3.364 Hongaren. In het centrale deel van het district is Alba Iulia het centrum van de Hongaarse cultuur. Rimetea (Torockó) is de meest uitgesproken Hongaarse enclave, meer dan 90% van de bevolking van deze gemeente is etnisch Hongaars. Verder zijn de Hongaren ook in de gemeente Lopadea Nouă in de meerderheid (52% van de bevolking). Een deel van de historisch etnische Hongaarse regio Aranyosszék valt tegenwoordig ook in het district Alba. In de gemeente Unirea hebben de Hongaren echter geen meerderheid meer maar vormen een minderheid van circa 17%.
In het zuidelijke deel van het district komen langs de rivier de Mures ook dorpen voor waar in het verleden veel Hongaren woonden, de streek vormt de noordelijke verlenging van de (Marosmente) in het District Hunedoara. Inmiddels gaat het nog maar om enkele tientallen Hongaarse inwoners per dorp. Vele historische Hongaarse kerken (Rooms Katholiek en Hongaars Gereformeerd) worden hiermee bedreigd in hun bestaan. Een symbool voor deze kerken zijn de kerken van Sântimbru (Alba), Vinţu de Jos en Vurpar in dezelfde gemeente.

## Geografie
Het district heeft een oppervlakte van 6242 km².
Het district kent 11 steden: Abrud, Aiud, Alba Iulia, Baia de Arieș, Blaj, Câmpeni, Cugir, Ocna Mureș, Sebeș, Teius en Zlatna. De meeste liggen in het oostelijke deel van Alba.
Het westelijke deel van Alba bestaat vooral uit bergen. Hier lopen de Westelijke Karpaten van Roemenië. Deze bergen zijn verder onderverdeeld in kleinere gebergtes. Deze zijn het Bihorgebergte, Muntele Mare (Grote Bergen), Trascăugebergte, Metaliferigebergte en Șureanugebergte. Het hoogste punt van Alba is 1826 m hoog, Vârful Muntele Mare (de Top van de Grote Bergen).
Het oostelijke deel van Alba bestaat vooral uit heuvels en hoogvlaktes.
Door Alba stromen 5 grote rivieren: de Mureș, Sebeș, Târnava Mare, Târnava Mică, en de Arieșeni. In het uiterste zuidoosten van Alba bevindt zich Alba's grootste meer, het Oașameer.

## Aangrenzende districten
- Sibiu in het oosten
- Mureș in het noordoosten
- Cluj in het noorden
- Bihor in het noordwesten
- Arad in het westen
- Hunedoara in het zuidwesten

## Toeristische attracties
- De stad Alba Iulia
- Het Apusenigebergte
- Rimetea (Torockó), dorpsgezicht
- Scărișoaragletsjer
- Kasteel van Câlnic en van Gârbova
- Het historisch centrum van de steden van Sebeș en Aiud